# Seznam občin italijanske dežele Umbrija
V seznamu so naštete občine obeh pokrajin italijanske dežele Umbrija v izvirni italijanski obliki.

## Pokrajina Perugia
A
Assisi
B
Bastia Umbra • Bettona • Bevagna
C
Campello sul Clitunno • Cannara • Cascia • Castel Ritaldi • Castiglione del Lago • Cerreto di Spoleto • Citerna • Città della Pieve • Città di Castello • Collazzone • Corciano • Costacciaro
D
Deruta
F
Foligno • Fossato di Vico • Fratta Todina
G
Giano dell'Umbria • Gualdo Cattaneo • Gualdo Tadino • Gubbio
L
Lisciano Niccone
M
Magione • Marsciano • Massa Martana • Monte Castello di Vibio • Monte Santa Maria Tiberina • Montefalco • Monteleone di Spoleto • Montone
N
Nocera Umbra • Norcia
P
Paciano • Panicale • Passignano sul Trasimeno • Perugia • Piegaro • Pietralunga • Poggiodomo • Preci
S
San Giustino • Sant'Anatolia di Narco • Scheggia e Pascelupo • Scheggino • Sellano • Sigillo • Spello • Spoleto
T
Todi • Torgiano • Trevi • Tuoro sul Trasimeno
U
Umbertide
V
Valfabbrica • Vallo di Nera • Valtopina

## Pokrajina Terni
A
Acquasparta • Allerona • Alviano • Amelia • Arrone • Attigliano • Avigliano Umbro
B
Baschi
C
Calvi dell'Umbria • Castel Giorgio • Castel Viscardo
F
Fabro • Ferentillo • Ficulle
G
Giove • Guardea
L
Lugnano in Teverina
M
Montecastrilli • Montecchio • Montefranco • Montegabbione • Monteleone d'Orvieto
N
Narni
O
Orvieto • Otricoli
P
Parrano • Penna in Teverina • Polino • Porano
S
San Gemini • San Venanzo • Stroncone
T
Terni